# Burni Kera (berg i Indonesien, lat 4,54, long 97,12)
Burni Kera är ett berg i Indonesien.   Det ligger i provinsen Aceh, i den västra delen av landet, 1 600 km nordväst om huvudstaden Jakarta. Toppen på Burni Kera är 1 806 meter över havet.
Terrängen runt Burni Kera är kuperad åt sydväst, men åt nordost är den bergig.Runt Burni Kera är det mycket glesbefolkat, med 3 invånare per kvadratkilometer. I omgivningarna runt Burni Kera växer i huvudsak städsegrön lövskog.